# Rafaël Galiana
Rafaël Galiana (Aubagne, 29 mei 1960) is een Frans autocoureur.

## Carrière
Galiana begon zijn autosportcarrière in 1986 in het karting, waar hij tot 2001 actief bleef. Dat jaar stapte hij over naar de Peugeot 206 Cup en bleef hier tot 2004 rijden.
In 2015 maakte Galiana zijn debuut in de TCR International Series voor het team Target Competition in een Seat León Cup Racer tijdens de laatste drie raceweekenden van het seizoen op het Marina Bay Street Circuit, het Chang International Circuit en het Circuito da Guia. Hij behaalde een punt met een tiende plaats in de tweede race op Chang en werd hiermee 41e in het kampioenschap.